# Quidditch
Quidditch es el nombre de un deporte ficticio, posteriormente adaptado a la vida real, practicado por personajes del Mundo Mágico en la serie de novelas de Harry Potter, escritas por J. K. Rowling. En los libros, se practica en las distintas escuelas de magia, incluyendo el Colegio Hogwarts de Magia y Hechicería. Además, se trata del deporte más popular de la comunidad mágica y es practicado en todo el mundo, llegando a haber selecciones nacionales en cada uno de los países miembros de la comunidad mágica. La característica principal es que se juega volando sobre escobas mágicas.

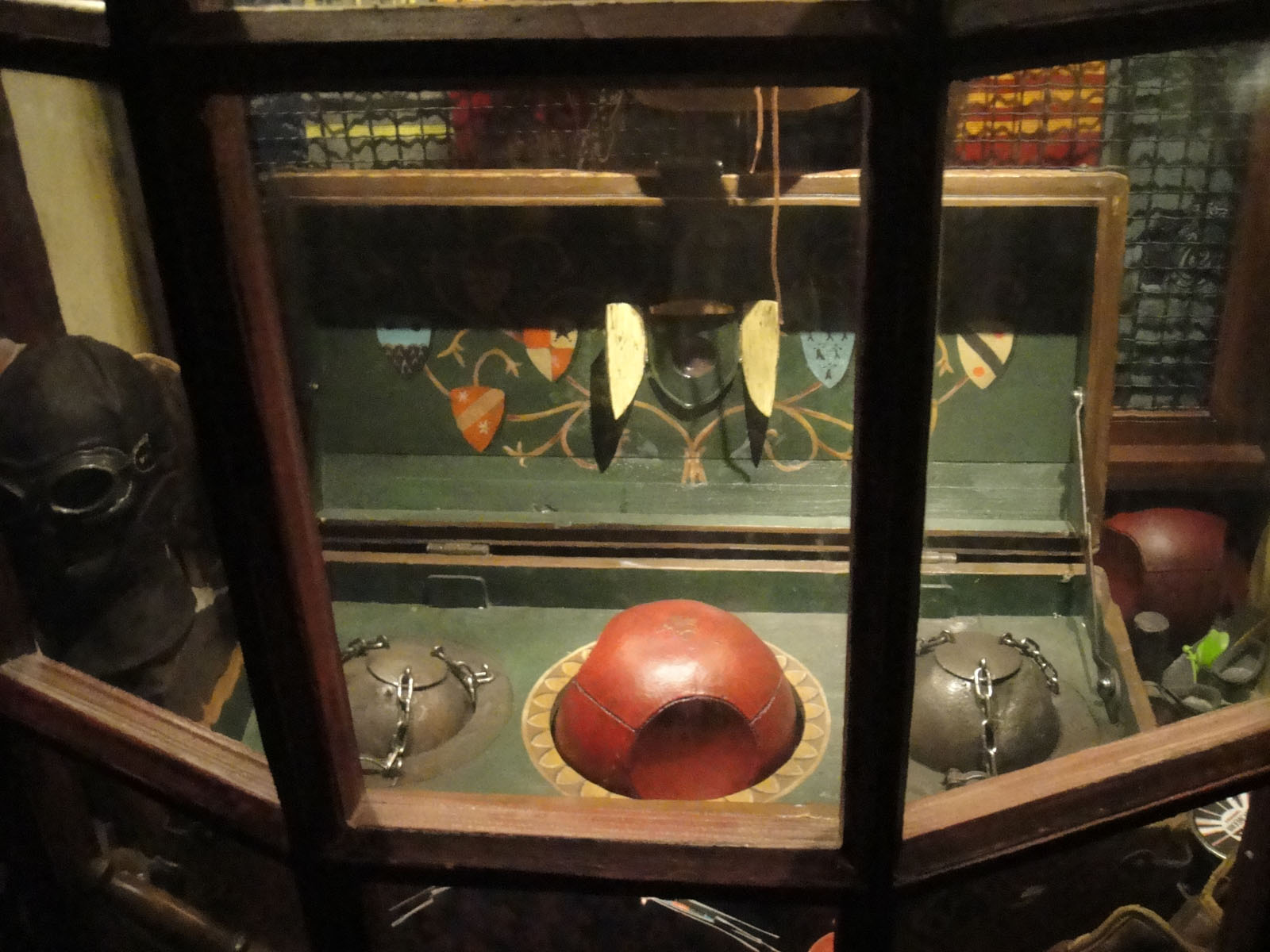
Equipamiento para el quidditch en The Wizarding World of Harry Potter en California.

En la saga se mencionan varios tipos de escobas, por ejemplo: las Barredoras, las Estrellas Fugaces, las Flechas Plateadas, las Cometa, la Nimbus (de varios modelos), y la Saeta de Fuego (escoba prácticamente exclusiva para profesionales), de la cual Harry Potter tiene un modelo que le regaló su padrino Sirius Black.
En los libros de Harry Potter se dice que el Quidditch es un deporte bastante antiguo y se creó basándose en el Kuereditch Mars, un deporte del cual Gertie Keddle, una vecina del pantano Kueredich, había visto un partido en 1014. Después de ser creado y aprobado como el deporte mundial de los magos, se han cambiado ciertas cosas en él, por ejemplo la no inclusión de animales en el juego, como él snidget dorado, por temor a una extinción de estos, y fueron remplazados por la actual pelota que fue llamada snitch en honor a los animales. La historia completa se narra en el libro Quidditch a través de los tiempos, escrito por J. K. Rowling y que presenta como si fuese un ejemplar de la biblioteca misma de Hogwarts.
A pesar de ser un juego peligroso no se conoce a nadie que haya muerto por culpa de una bludger o por otras circunstancias. Sí se sabe de jugadores que han desaparecido para aparecer en el Sahara meses después.

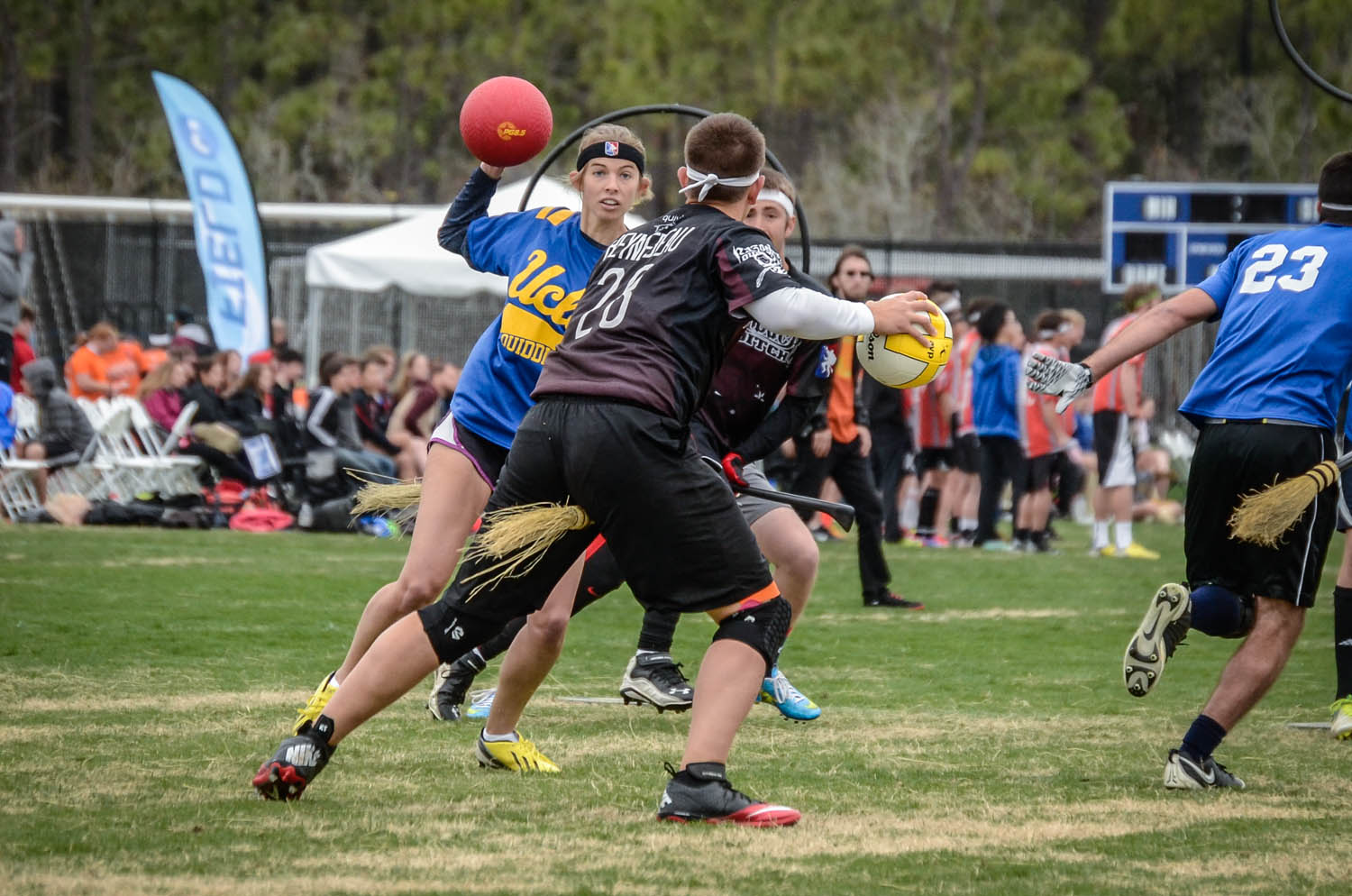
Quidditch adaptado a la vida real

## Campo de juego y equipamiento

Campo de juego.

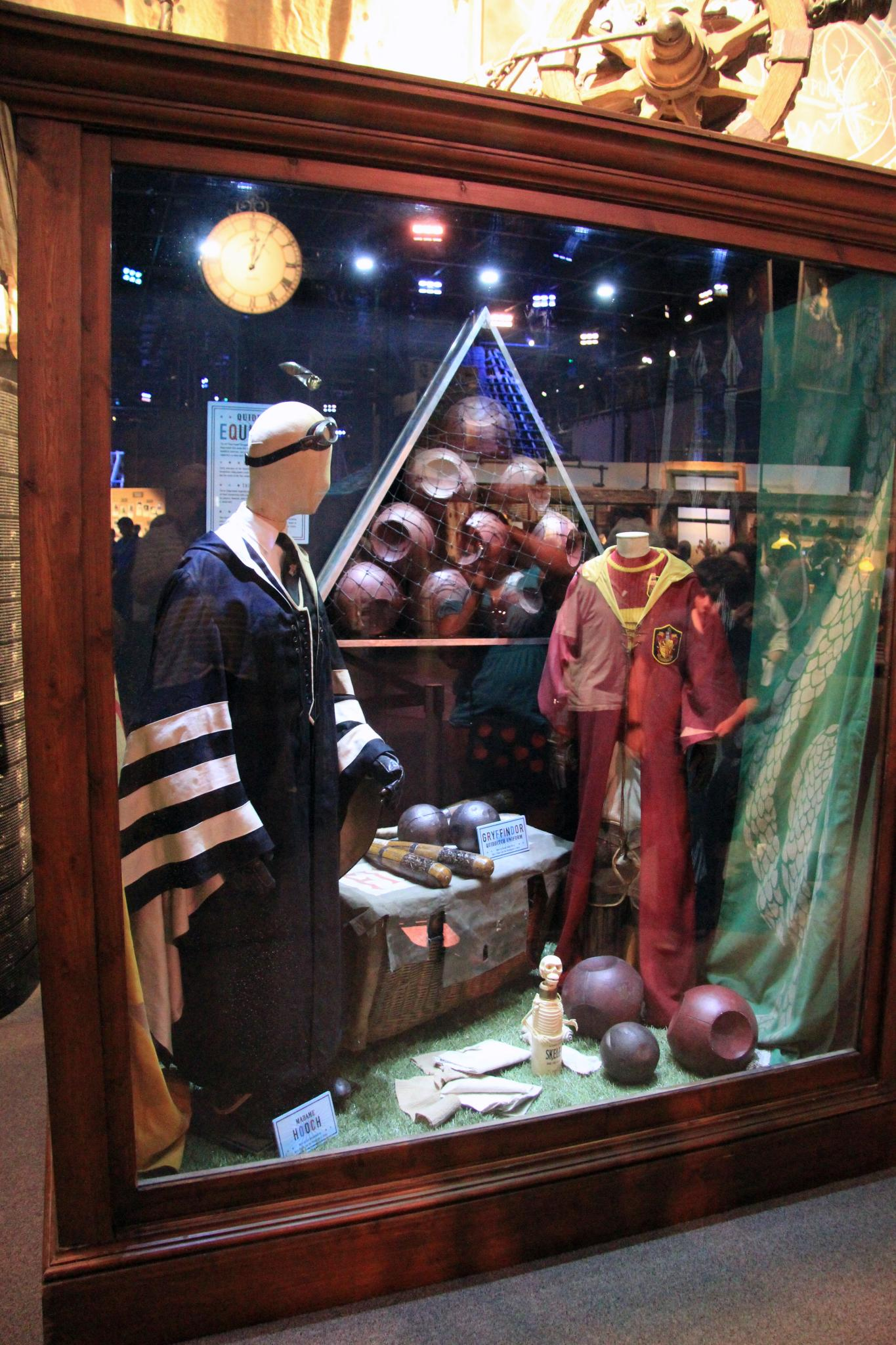

Se juega en un estadio con forma elíptica (150 metros de semieje mayor y 55 de semieje menor). Cada uno de los lados está dotado de tres aros ubicados a un distinto nivel de altura. Para el juego se utilizan tres tipos de bolas distintas: una Quaffle, dos Bludger y una snitch dorada. La bola más importante durante el encuentro es la snitch dorada (una pelota dorada del tamaño de una nuez grande e increíblemente veloz) ya que el jugador del equipo que logre atraparla gana 150 puntos y el juego termina automáticamente. La quaffle es la que se utiliza para marcar haciéndola pasar a través de los aros del equipo contrario, al pasarlos por el aro ganan 10 puntos; con ella juegan los cazadores. Las bludgers son bolas que atacan a los jugadores, son grandes, pesadas y vuelan con fuerza; las reciben los golpeadores, que utilizan bates pequeños para evitar que golpeen a alguno de su equipo y contrariamente enviarlas al equipo contrario para que golpeen a ellos.
El juego enfrenta a dos equipos de siete jugadores cada uno, distribuidos de acuerdo con su objetivo: un guardián, dos golpeadores, tres cazadores y un buscador. El guardián es el guardameta que se encarga de evitar que el equipo contrario introduzca la quaffle en los aros de su respectivo equipo. Los golpeadores son los encargados de repeler las bludgers, para proteger a su equipo de ellas. Los cazadores son los encargados de procurar introducir la quaffle a través de los aros contrarios. 
Por último, el buscador es el encargado de estar atento durante todo el juego para poder atrapar la snitch antes que el equipo contrario. Al atrapar la "snitch" el juego finaliza; se tiene conocimiento de juegos que se han prolongado durante meses antes de poder atrapar la snitch e incluso algunos que se han declarado en empate debido a que los jugadores no pueden continuar. El equipo que la atrapa suma 150 puntos. Aunque un equipo haya atrapado la snitch, gana el que haya acumulado más puntos por lo que no siempre gana el equipo que haya atrapado la snitch.

## Mecanismo del juego
La duración de un encuentro de Quidditch es impredecible e indefinida. El juego termina cuando la snitch dorada ha sido atrapada por el buscador. Mientras tanto, el juego sigue. El récord de duración de un partido de Quidditch es de tres meses, en el cual debían cambiar los jugadores constantemente.[cita requerida]
Las puntuaciones son de diez puntos por cada gol marcado, y 150 puntos por atrapar la snitch dorada. Ha habido encuentros en que siendo la diferencia de los contrincantes mayor de ciento cincuenta puntos, la estrategia se ha convertido en despistar a los que van ganando para que no encuentren la snitch dorada.
Existen ligas profesionales de este deporte, y mundiales que se celebran cada cuatro años entre las distintas naciones de magos (similar a la Copa Mundial de Fútbol). Durante la trama de Harry Potter y el cáliz de fuego (2005), se da la final de la Copa Mundial de Quidditch, en la que Irlanda se alzó con la victoria frente a Bulgaria, pese a que el buscador del equipo búlgaro, Viktor Krum atrapó la snitch. 
A los partidos hay que asistir en vivo, pues no se retransmiten por ninguna televisión -los magos no usan artefactos muggles-. Pero sí se pueden escuchar en directo desde la radio, o leer los resultados en una gaceta deportiva de magos.
Como norma, encima de las escobas y una vez empezado el partido, no se puede hechizar a ningún jugador, ni usar ningún objeto mágico como la varita (en realidad sí se puede pero no se la puede usar con las pelotas ni con los jugadores contrarios o el público), así como también está prohibido el uso de cualquier poción mágica como el "Félix Felicis" también conocida como "Suerte Líquida", la cual está estrictamente prohibida para cualquier evento deportivo y se considera como dopaje para el Quidditch.

### Jugadores
Hay cuatro tipos de jugadores: cazador, buscador, golpeador y guardián.
Cada uno tiene una función. El cazador intenta marcar con la quaffle, el golpeador intenta evitar que las bludgers derriben a sus jugadores e intentar derribar a los contrincantes, el buscador intenta coger la snitch y el guardián intenta que no le marquen puntos.

### Reglas
- Los jugadores no pueden salirse de las líneas que limitan el campo de juego, aunque pueden volar tan alto como deseen. La Quaffle se entrega al equipo contrario si algún jugador se sale de los límites.
- El árbitro puede otorgar penaltis si se comete una falta. Un solo Cazador del equipo agredido vuela desde el círculo central hacia el área de anotación para intentar anotar. El Guardián del equipo contrario puede intentar bloquear el disparo, pero ningún otro jugador debe interferir.
- Se permite el contacto, pero los jugadores no pueden sujetar la escoba de otro ni tampoco ninguna parte de su cuerpo.
- No se permiten sustituciones de jugadores, aún si alguno está muy lastimado para continuar (se hacen excepciones si el juego se prolonga por demasiado tiempo, y los jugadores están demasiado fatigados).
- Un partido de Quidditch solo puede concluir al atrapar la snitch dorada o si los capitanes de ambos equipos concuerdan darlo por terminado.

### Faltas
Rowling ha escrito que hay 700 faltas en el Quidditch listadas por el Departamento de Deportes y Juegos Mágicos, pero la mayoría de ellas no están abiertas al público ya que el Departamento teme que los magos que lean la lista de faltas "podrían tener malas ideas". Se dice que todas las faltas ocurrieron durante el primer Mundial de Quidditch. Aparentemente, la mayoría ahora son imposibles de cometer por la regla impuesta respecto al uso de las varitas contra los oponentes (impuesta en 1538). Las faltas más comunes están relacionadas aquí:
- Blagging

Aplicado a: todos los jugadores.
Descripción: los jugadores no pueden agarrar el cepillo de la escoba de un oponente para aminorar su vuelo (Draco Malfoy comete esta falta en Harry Potter y el prisionero de Azkaban, evitando que Harry atrape la Snitch).
- Blatching

Aplicado a: todos los jugadores.
Descripción: los jugadores no pueden volar con la intención de estrellarse contra otro (el buscador sustituto de Slytherin, Harper, rompe esta regla al chocarse contra Harry después 
de insultar a Ronald Weasley. Esto ocurre en el sexto libro, Harry Potter y el misterio del príncipe).
- Blurting

Aplicado a: todos los jugadores.
Descripción: los jugadores no pueden sujetar el mango de las escobas para sacar de curso a un oponente.
- Bumphing

Aplicado a: Golpeadores.
Descripción: los Golpeadores no pueden enviar las Bludgers hacia los espectadores
(aunque Harry a modo de broma le ordena a uno de sus Golpeadores enviarle una a Zacharias Smith por sus comentarios en Harry Potter y el misterio del príncipe), ni al Guardián, a menos que la Quaffle esté dentro del área de anotación (en la primera película, sin embargo, Marcus Flint, un Cazador, comete esta falta con un Bate de Golpeador, y Madam Hooch lo penaliza por ello).
- Cobbing

Aplicado a: todos los jugadores.
Descripción: los jugadores no pueden hacer uso excesivo de sus codos contra los oponentes (Marcus Flint, Cazador de Slytherin, comete esta falta contra la Cazadora de Gryffindor, 
Angelina Johnson, en Harry Potter y la cámara secreta).
- Flacking

Aplicado a: Guardianes.
Descripción: no pueden defender los postes de gol desde atrás empujando las Quaffles fuera de los aros: deben defenderlos desde el frente.
- Haversacking

Aplicado a: Cazadores. 
Descripción: no deben hacer contacto con la Quaffle mientras pase a través de un aro (la Quaffle tiene que ser arrojada a través del aro).
- Quaffle-pocking

Aplicado a: Cazadores. 
Descripción: no deben sabotear la Quaffle de ninguna manera (por ejemplo, pincharla para que caiga más rápido o vaya en zigzag).
- Snitchnip

Aplicado a: todos, excepto los Buscadores. 
Descripción: tocar o atrapar la Snitch Dorada.
- Stooging

Aplicado a: Cazadores.
Descripción: no se permite más de un solo Cazador dentro del área de anotación.

## Quidditchen Hogwarts
Cada año se organiza en la escuela de hechiceros de Hogwarts un torneo entre sus cuatro casas estudiantiles (Gryffindor, Ravenclaw, Hufflepuff y Slytherin). Se juegan seis partidos por año (excepto durante el cuarto año de estudio de Harry, debido al Torneo de los Tres Magos, así como en el segundo año en que el torneo fue cancelado debido a eventos relacionados con la Cámara de los Secretos). La casa que gana más juegos obtiene la Copa de quidditch.
Principales jugadores conocidos de los equipos de Hogwarts
No sabemos la composición de los equipos participantes en el torneo para el séptimo año dado que la acción del séptimo libro tiene lugar principalmente fuera de Hogwarts.
| Casas      | Capitán                                                                             | Cazzadores | Golpeadores | Guardián                                                                     | Buscador                                               |
| ---------- | ----------------------------------------------------------------------------------- | --- | --- | ---------------------------------------------------------------------------- | ------------------------------------------------------ |
| Gryffindor | - Oliver Wood (1990-1994) - Angelina Johnson (1995-1996) - Harry Potter (1996-1997) | - Angelina Johnson (1990-1996) - Alicia Spinnet (1991-1996) - Katie Bell (1991-1997) - Dean Thomas (1996-1997) - Demelza Robins (1996-?) - Ginny Weasley (1996-?) | - Fred Weasley (1990-1996) - George Weasley (1990-1996) - Andrew Kirke (1996) - Jack Sloper (1996) - Ritchie Coote (1996-?) - Jimmy Peakes (1996-?) | - Oliver Wood (1990-1994) - Ron Weasley (1995-1997) - Cormac McLaggen (1996) | - Harry Potter (1991-1996) - Ginny Weasley (1995-1996) |
| Hufflepuff | Cedric Diggory (1993-1995)                                                          | Zacharias Smith (1996-1997) | |                                                                              | - Cedric Diggory (1993-1995) - Summerby (1995-?)       |
| Ravenclaw  | Roger Davies (1993-1996)                                                            | - Roger Davies (1993-1996) - Bradley (1995-1996) - Chambers (1995-1996)                                                                                           | |                                                                              | Cho Chang (1993-1997)                                  |
| Slytherin  | - Marcus Flint (1991-1993) - Graham Montague (1995-1996) - Urquhart (1996-?)        | - Marcus Flint (1991-1993) - Adrian Pucey - Graham Montague (1992-1996) - Cassius Warrington - Urquhart                                                           | - Lucian Bole (1993-1995) - Peregrine Derrick (1993-1995) - Vincent Crabbe (1995-1996) - Gregory Goyle (1995-1996)                                  | Miles Bletchley (1991-1996)                                                  | - Terence Higgs (1991-1992) - Draco Malfoy (1992-1996) |

Resultados de los torneos
|          | Equipo ganador | Acontecimientos notables |
| -------- | -------------- | --- |
| 1.er año | Ravenclaw      | Esta es la primera vez que se le permite a un estudiante de primer año jugar al Quidditch. Harry se perdió el último partido porque estaba en el hospital luego de su enfrentamiento con Voldemort. Gryffindor conoce su mayor derrota desde hace trescientos años. |
| 2.º año  | -              | Copa sin entregar debido a los acontecimientos de la Cámara Secreta. |
| 3.er año | Gryffindor     | Los dementores aparecen en el campo. La Nimbus 2000 de Harry es destruida por el Sauce Boxeador. |
| 4.º año  | -              | Temporada cancelada debido al Torneo de los Tres Magos. |
| 5.º año  | Gryffindor     | Harry, Fred y George quedan excluidos del equipo de Quidditch por orden de Dolores Umbridge. |
| 6.º año  | Gryffindor     | Harry es el capitán del equipo de Quidditch. No jugó el último partido debido a un castigo del profesor Snape. |
| 7.º año  | -              | Harry, Ron y Hermione ya no están en Hogwarts. El resultado es desconocido. |

## Mundial de Quidditch de 1994
Según la tabla de porcentaje histórico, el mundial se celebró en verano, y la final se jugó entre los equipos de Irlanda y Bulgaria, donde se hace mención de Viktor Krum, uno de los 4 campeones seleccionados por el Consejo Mundial de Quidditch que aspiran a la Copa de los Tres Magos. La final fue ganada por Irlanda, donde después hubo un ataque por parte de los Mortifagos de Voldemort. En esta participaron 10 equipos, que fueron:
| Equipo         | Capitán           | Logros                             |
| Irlanda        | Aidan Lynch       | Campeón                            |
| Escocia        | Desconocido       | Cuartos de final                   |
| Inglaterra     | Avery Hawksworthe | Cuartos de final                   |
| Uganda         | Desconocido       | Semifinales (vencido por Bulgaria) |
| Bulgaria       | Vasily Dimitrov   | Subcampeón mundial                 |
| Transilvania   | Desconocido       | Cuartos de final                   |
| Perú           | Desconocido       | Semifinales (vencido por Irlanda)  |
| Luxemburgo     | Desconocido       | Cuartos de final                   |
| Gales          | Desconocido       | Fase de eliminatorias              |
| Estados Unidos | Gianni Fedele     | Fase de eliminatorias              |

## Mundial de Quidditch de 2014
El mundial se celebró entre el 12 de abril y el 11 de junio de 2014 en la Patagonia argentina. Participaron 16 equipos, que fueron:
| Equipo          | Capitán     | Logros           |
| Alemania        | Desconocido | Primera ronda    |
| Brasil          | Desconocido | Subcampeón       |
| Bulgaria        | Desconocido | Campeón          |
| Chad            | Desconocido | Primera ronda    |
| Costa de Marfil | Desconocido | Primera ronda    |
| Estados Unidos  | Desconocido | Cuarto lugar     |
| Fiyi            | Desconocido | Primera ronda    |
| Gales           | Desconocido | Cuartos de final |
| Haití           | Desconocido | Primera ronda    |
| Jamaica         | Desconocido | Primera ronda    |
| Japón           | Desconocido | Tercer lugar     |
| Liechtenstein   | Desconocido | Cuartos de final |
| Nigeria         | Desconocido | Cuartos de final |
| Noruega         | Desconocido | Cuartos de final |
| Nueva Zelanda   | Desconocido | Primera ronda    |
| Polonia         | Desconocido | Primera ronda    |

## Quidditch Muggle
El Quidditch Muggle es un deporte mixto basado en el Quidditch mencionado en las novelas de Harry Potter. Es popular entre los admiradores de la serie, niños y aficionados a deportes de ficción. Existen diferentes versiones para el Quidditch Muggle, y la cantidad de jugadores puede variar según la versión que se juega. Debido a la inexistencia de dispositivos mágicos, el muggle quidditch se juega sobre tierra, y en algunos casos está limitado a un campo de deportes comparable en tamaño a un campo de fútbol. Además de jugarse sobre tierra, existen algunas versiones que lo juegan sobre patines en campos de hockey, otros en campos de césped y otros en losas deportivas. Además, hay varios equipos ya formados en España como los Barcelona Eagles y otros equipos en formación como los Dementores de Galicia o los Nightmare Grims de Tarragona o los ULPGC de Canarias.